# Bulbophyllum cryptophoranthus
Bulbophyllum cryptophoranthus är en orkidéart som beskrevs av Leslie Andrew Garay. Bulbophyllum cryptophoranthus ingår i släktet Bulbophyllum och familjen orkidéer.
Artens utbredningsområde är Filippinerna. Inga underarter finns listade i Catalogue of Life.